# Майянцы
Майя́нцы (англ. Mayans MC) — американский телесериал в жанре криминальной драмы. Является спин-оффом телесериала «Сыны анархии». Премьера первого сезона, состоящего из 10 серий, состоялась 4 сентября 2018 года на телеканале FX. 1 октября 2018 года сериал был продлён на второй сезон, премьера которого состоялась 3 сентября 2019 года. 4 ноября 2019 года сериал был продлён на третий сезон, премьера которого состоялась 16 марта 2021 года. В мае 2021 года сериал был продлён на четвёртый сезон, премьера которого состоялась 19 апреля 2022 года.
В июле 2022 года сериал был продлён на финальный пятый сезон. Его премьера состоялась 24 мая 2023 года, 19 июля вышел финальный эпизод.

## Сюжет
События сериала начинаются через два с половиной года после финального эпизода сериала «Сыны анархии». В центре сюжета — Иезекииль Рейес, кандидат в члены мотоклуба «Майянцы» (англ. Mayans MC) в Санто-Падре, Южная Калифорния, на границе США и Мексики, и его сложные отношения с мотоклубом и местным наркокартелем.

## В ролях
| Актёр               | Роль |
| ------------------- | --- |
| Джей Ди Пардо       | Иезекииль «Изи» Рейес, кандидат в члены клуба «Майанцы» в Санто-Падре, затем полноправный член клуба                            |
| Клейтон Карденас    | Эйнджел Рейес, брат Иезекииля, член клуба «Майянцы» в Санто-Падре                                                               |
| Эдвард Джеймс Олмос | Фелипе Рейес, отец Иезекииля, в прошлом инспектор мексиканской федеральной полиции и головорез картеля Галиндо                  |
| Майкл Ирби          | Обиспо «Епископ» Лоса, президент клуба «Майянцы» в Санто-Падре, один из трёх «королей» клуба «Майянцы», кузен Маркуса Альвареса |
| Рауль Трухильо      | Че «Таса» Ромеро, вице-президент клуба «Майянцы» в Санто-Падре, в прошлом член клуба «Ватос Мальдитос»                          |
| Антонио Харамильо   | Майкл «Риз» Ариза, секретарь клуба «Майянцы» в Санто-Падре                                                                      |
| Ричард Кебрал       | Джонни «Коко» Круз, член клуба «Майянцы» в Санто-Падре, снайпер, бывший солдат                                                  |
| Сара Болджер        | Эмили Томас, бывшая девушка Изи, жена Мигеля Галиндо, главы одноименного наркокартеля                                           |
| Дэнни Пино          | Мигель Галиндо, сын основателя картеля Галиндо и его текущий глава, муж Эмили                                                   |
| Карла Баратта       | Аделита, лидер экстремисткой группировки «Лос Альвидадос», выступающей против картеля Галиндо                                   |
| Эмилио Ривера       | Маркус Альварес, президент клуба «Майянцы» в Окленде, глава клуба                                                               |

### Второстепенные роли
- Майкл Мариси Орнштейн — Чаки Марштейн, бывший работник автомастерской Teller-Morrow
- Винсент Варгас — Гильберто «Гилли» Лопес, член клуба «Майянцы» в Санто-Падре, бывший солдат
- Фрэнки Лояль Дельгадо — Хэнк «Эль Транк» Лоса, начальник по безопасности (El Pacificador) филиала клуба «Майянцы» в Санто-Падре
- Джозеф Раймунд Люцеро — Нерон «Хмырь» Варгас, дорожный капитан клуба «Майянцы» в Санто-Падре
- Тони Плана — Деванте Кано, советник семьи Галиндо
- Рэй Маккинон — Линкольн Поттер, помощник федерального прокурора
- Иво Нанди — Оскар «El Oso» Рамос, президент клуба «Майянцы» в Стоктоне, один из трех «королей» клуба «Майянцы»
- Джимми Гонзалес — «Канче», президент клуба «Майянцы» в Юме, один из трех «королей» клуба «Майянцы»
- Джино Венто — Нестор Осетева, глава службы безопасности картеля Галиндо, друг детства Мигеля Галиндо
- Грегори Круз — Эль Пало, президент клуба «Ватос Мальдитос», позже член клуба «Майянцы» в Юме
- Момо Родригес — Эстебан «Стив» Эстрада, кандидат в члены клуба «Майянцы» в Санто-Падре

### Гостевые роли
- Роберт Патрик — Лес Пакер, президент Сан-Бернандинского филиала «Сынов анархии»
- Кэти Сагал — Джемма Теллер Морроу, «королева» клуба, жена Кларенса «Клэя» Морроу (одного из основателей клуба «Сыны анархии», входившего в первую девятку), вдова Джона Теллера (бывшего президента чаптера «Сынов анархии» в Чарминге до 1993 года). Мать Джексона «Джекса» Теллера (бывшего президента чаптера «Сынов анархии» в Чарминге)
- Дэвид Лебрава — «Лыба», начальник по безопасности «Сынов анархии» в Чарминге
- Томми Флэнаган — Филип «Пыр» Телфорд, президент чаптера «Сынов анархии» в Чарминге
- Расти Кунс — Рейн Куинн, член «Сынов анархии» в Чарминге
- Джейкоб Варгас — Аллесандро Монтес, дорожный капитан «Сынов анархии» в Чарминге
- Ким Коутс — Александр «Тиг» Треджер, вице-президент «Сынов анархии» в Чарминге
- Дреа Де Маттео — Венди Кейс, бывшая жена Джексона «Джекса» Теллера (бывшего президента чаптера «Сынов анархии» в Чарминге) и мать его старшего сына, Авеля

## Эпизоды
| Сезон | Серии | Серии | Даты показа     | Даты показа     |
| Сезон | Серии | Серии | Первая серия    | Последняя серия |
| ----- | ----- | ----- | --------------- | --------------- |
| 1     | 10    | 10    | 4 сентября 2018 | 6 ноября 2018   |
| 2     | 10    | 10    | 3 сентября 2019 | 5 ноября 2019   |
| 3     | 10    | 10    | 16 марта 2021   | 11 мая 2021     |
| 4     | 10    | 10    | 19 апреля 2022  | 14 июня 2022    |
| 5     | 10    | 10    | 24 мая 2023     | 19 июля 2023    |

### Сезон 1 (2018)
| №  | Название             | Режиссёр              | Автор сценария                 | Дата премьеры    | Зрители в США (млн) |
| -- | -------------------- | --------------------- | ------------------------------ | ---------------- | ------------------- |
| 1  | «Perro/Oc»           | Норберто Барба        | Курт Саттер и Элджин Джеймс    | 4 сентября 2018  | 2,53                |
| 2  | «Escorpion/Dzec»     | Норберто Барба        | Курт Саттер                    | 11 сентября 2018 | 2,01                |
| 3  | «Buho/Muwan»         | Гай Ферленд           | Шон Третта и Андреа Чианнавей  | 18 сентября 2018 | 2,10                |
| 4  | «Bat/Zotz»           | Ханелль Калпеппер     | Курт Саттер и Санта Сьерра     | 25 сентября 2018 | 1,53                |
| 5  | «Uch/Opossum»        | Батан Силва           | Брайан Грасия                  | 2 октября 2018   | 1,39                |
| 6  | «Gato/Mis»           | Феликс Энрике Алкалья | Дебра Мур Муньос               | 9 октября 2018   | 1,35                |
| 7  | «Cucaracha/K'uruch»  | Рейчел Голдберг       | Элджин Джеймс                  | 16 октября 2018  | 1,29                |
| 8  | «Rata/Ch'o»          | Питер Уэллер          | Андреа Чианнавей и Курт Саттер | 23 октября 2018  | 1,22                |
| 9  | «Serpiente/Chikchan» | Норберто Барба        | Шон Третта и Курт Саттер       | 30 октября 2018  | 1,23                |
| 10 | «Cuervo/Tz'ikb'uul»  | Элджин Джеймс         | Курт Саттер                    | 6 ноября 2018    | 1,31                |

### Сезон 2 (2019)
| № общий | № в сезоне | Название     | Режиссёр         | Автор сценария                | Дата премьеры    | Произв. код | Зрители в США (млн) |
| ------- | ---------- | ------------ | ---------------- | ----------------------------- | ---------------- | ----------- | ------------------- |
| 11      | 1          | «Xbalanque»  | Кевин Даулинг    | Курт Саттер                   | 3 сентября 2019  | 2WBD01      | 1,39                |
| 12      | 2          | «Xaman-Ek»   | Себастиан Силва  | Шон Третта и Андреа Чианнавей | 10 сентября 2019 | 2WBD02      | 1,06                |
| 13      | 3          | «Camazotz»   | Гай Ферленд      | Элджин Джеймс и Дженни Линн   | 17 сентября 2019 | 2WBD03      | 1,12                |
| 14      | 4          | «Lahun Chan» | Ребекка Родригес | Брайн Грасия                  | 24 сентября 2019 | 2WBD04      | 1,04                |
| 15      | 5          | «Xquic»      | Рейчел Голдберг  | Курт Саттер, Элджин Джеймс    | 1 октября 2019   | 2WBD05      | 1,00                |
| 16      | 6          | «Muluc»      | Гай Ферленд      | Андреа Чианнавей              | 8 октября 2019   | 2WBD06      | 1,03                |
| 17      | 7          | «Tohil»      | Питер Уэллер     | Дженни Линн                   | 15 октября 2019  | 2WBD07      | 1,10                |
| 18      | 8          | «Kukulkan»   | Эллисон Андерс   | Шон Третта                    | 22 октября 2019  | 2WBD08      | 1,01                |
| 19      | 9          | «Itzam-Ye»   | Кевин Даулинг    | Курт Саттер и Элджин Джеймс   | 29 октября 2019  | 2WBD09      | 1,05                |
| 20      | 10         | «Hunahpu»    | Элджин Джеймс    | Курт Саттер                   | 5 ноября 2019    | 2WBD10      | 0,95                |

### Сезон 3 (2021)
| № общий | № в сезоне | Название                                  | Режиссёр                | Автор сценария                   | Дата премьеры  | Произв. код | Зрители в США (млн) |
| ------- | ---------- | ----------------------------------------- | ----------------------- | -------------------------------- | -------------- | ----------- | ------------------- |
| 21      | 1          | «Pap Struggles with the Death Angel»      | Майкл Диннер            | Элджин Джеймс                    | 16 марта 2021  | 3WBD01      | 0,84                |
| 22      | 2          | «The Orneriness of Kings»                 | Майкл Диннер            | Шон Третта                       | 16 марта 2021  | 3WBD02      | 0,54                |
| 23      | 3          | «Overreaching Don't Pay»                  | Рейчел Голдберг         | Андреа Чианнавей и Дженни Линн   | 23 марта 2021  | 3WBD03      | 0,84                |
| 24      | 4          | «Our Gang's Dark Oath»                    | Бретт Дос Сантос        | Брайан Грасиа и Сара Прайс       | 30 марта 2021  | 3WBD04      | 0,71                |
| 25      | 5          | «Dark, Deep-Laid Plans»                   | Элджин Джеймс           | Дебра Мур Муньос                 | 6 апреля 2021  | 3WBD05      | 0,61                |
| 26      | 6          | «You Can't Pray a Lie»                    | Элджин Джеймс           | Андреа Чианнавей                 | 13 апреля 2021 | 3WBD06      | 0,73                |
| 27      | 7          | «What Comes of Handlin' Snakeskin»        | Элджин Джеймс           | Брайан Грасиа                    | 20 апреля 2021 | 3WBD07      | 0,87                |
| 28      | 8          | «A Mixed-up and Splendid Rescue»          | Алонсо Альварес-Барреда | Дженни Линн                      | 27 апреля 2021 | 3WBD08      | 0,79                |
| 29      | 9          | «The House of Death Floats By»            | Элджин Джеймс           | Шон Третта                       | 4 мая 2021     | 3WBD09      | 0,78                |
| 30      | 10         | «Chapter the Last, Nothing More to Write» | Элджин Джеймс           | Элджин Джеймс и Дебра Мур Муньос | 11 мая 2021    | 3WBD05      | 0,81                |

### Сезон 4 (2022)
| № общий | № в сезоне | Название                                   | Режиссёр         | Автор сценария                  | Дата премьеры  | Произв. код | Зрители в США (млн) |
| ------- | ---------- | ------------------------------------------ | ---------------- | ------------------------------- | -------------- | ----------- | ------------------- |
| 31      | 1          | «Cleansing of the Temple»                  | Элджин Джеймс    | Элджин Джеймс                   | 19 апреля 2022 | 4WBD01      | 0,68                |
| 32      | 2          | «Hymn Among Ruins»                         | Элджин Джеймс    | Дебра Мур Муньос                | 19 апреля 2022 | 4WBD02      | 0,56                |
| 33      | 3          | «Self Portrait in a Blue Bathroom»         | Бретт Дос Сантос | Джералд Куэста                  | 26 апреля 2022 | 4WBD03      | 0,51                |
| 34      | 4          | «A Crow Flew By»                           | Майкл Д. Олмсо   | Сара Прайс                      | 3 мая 2022     | 4WBD04      | 0,54                |
| 35      | 5          | «Death of the Virgin»                      | Элджин Джеймс    | Шон Клейтон Варела              | 10 мая 2022    | 4WBD05      | 0,52                |
| 36      | 6          | «When I Die, I Want Your Hands on my Eyes» | Мелисса Хики     | Элба Роман-Моралес              | 17 мая 2022    | 4WBD06      | 0,60                |
| 37      | 7          | «Dialogue with the Mirror»                 | Элджин Джеймс    | Дебра Мур Муньос, Ричард Кебрал | 24 мая 2022    | 4WBD07      | 0,63                |
| 38      | 8          | «The Righteous Wrath of an Honorable Man»  | Дэнни Пино       | Дебра Мур Муньос                | 31 мая 2022    | 4WBD08      | 0,64                |
| 39      | 9          | «The Calling of Saint Matthew»             | Бретт Дос Сантос | Джералд Куэста, Сара Прайс      | 7 июня 2022    | 4WBD09      | 0,77                |
| 40      | 10         | «When the Breakdown Hit at Midnight»       | Элджин Джеймс    | Элджин Джеймс, Шон Варела       | 14 июня 2022   | 4WBD10      | 0,62                |

### Сезон 5 (2023)
| № общий | № в сезоне | Название                                                        | Режиссёр         | Автор сценария             | Дата премьеры | Произв. код | Зрители в США (млн) |
| ------- | ---------- | --------------------------------------------------------------- | ---------------- | -------------------------- | ------------- | ----------- | ------------------- |
| 41      | 1          | «I Hear the Train A-Comin»                                      | Элджин Джеймс    | Элджин Джеймс              | 24 мая 2023   | TBA         | 0,560               |
| 42      | 2          | «Lord Help My Poor Soul»                                        | Бретт Дос Сантос | Дженни Линн                | 24 мая 2023   | TBA         | 0,406               |
| 43      | 3          | «Do You Hear the Rain»                                          | Дэнни Пино       | Вивиан Тсе                 | 31 мая 2023   | TBA         | 0,399               |
| 44      | 4          | «I See the Black Light»                                         | Джей Ди Пардо    | Мередит Данлак             | 7 июня 2023   | TBA         | 0,400               |
| 45      | 5          | «I Want Nothing but Death»                                      | Элджин Джеймс    | Шон Варела                 | 14 июня 2023  | TBA         | 0,419               |
| 46      | 6          | «My Eyes Filled and Then Closed on the Last of Childhood Tears» | Эллисон Андерс   | Мириам Эрнандес            | 21 июня 2023  | TBA         | 0,454               |
| 47      | 7          | «To Fear of Death, I Eat the Stars»                             | Элджин Джеймс    | Вивиан Тсе                 | 28 июня 2023  | TBA         | 0,494               |
| 48      | 8          | «Her Blacks Crackle and Drag»                                   | Бретт Дос Сантос | Шон Варела, Винсент Варгас | 5 июля 2023   | TBA         | 0,529               |
| 49      | 9          | «I Must Go in Now For the Fog is Rising»                        | Элджин Джеймс    | Дженни Линн                | 12 июля 2023  | TBA         | 0,524               |
| 50      | 10         | «Slow to Bleed Fair Son»                                        | Элджин Джеймс    | Элджин Джеймс, Шон Варела  | 19 июля 2023  | TBA         | н/д                 |